# Steve Reich
Steve Reich   (Nova York, 3 d'octubre de 1936) és un compositor nord-americà conegut per ser un dels pioners del minimalisme.
Ha estudiat filosofia a la Cornell University i composició a la Julliard School of Music de Nova York i al Mills College a Califòrnia amb Luciano Berio i Darius Milhaud. Fins a l'any 1966 residí a San Francisco, i llavors es traslladà a Nova York i fundà el grup Steve Reich and Musicians, amb Joan La Barbara com vocalista del grup. Forma part, amb Philip Glass, La Monte Young i Terry Riley, del corrent minimalista, però els seus treballs es relacionen amb la música circular africana. L'any 1970 estudià tècniques de percussió amb un mestre del grup ètnic dels Ewe a Ghana.
Reich sovint cita Pérotin, Johann Sebastian Bach, Claude Debussy, Béla Bartók, i Ígor Stravinski com els compositors que admira i que el van influenciar de manera més important en la seva joventut.
En la composició Different Trains (1988), per a quartet de corda i cinta magnetofònica, Reich usà fragments de veus enregistrades, com als seus treballs anteriors.

## Algunes obres
- 1965: It's Gonna Rain
- 1971: Drumming
- 1976: Music for 18 Musicians
- 1988: Different Trains
- 1990: The Cave (finalitzada el 1993)
- 1995: City Life
- 2002: Three Tales
- 2007: Double Sextet